# Piotr Wojdyga
Piotr Wojdyga (ur. 12 września 1962 w Warszawie) – polski piłkarz, trener piłkarski.

## Kariera piłkarska
Piotr Wojdyga piłkarską karierę rozpoczął w Okęciu Warszawa, następnie został zawodnikiem Bałtyku Gdynia, w którego barwach zadebiutował w I lidze w rundzie wiosennej sezonu 1984/1985. Od 1985 roku był zawodnikiem Stali Mielec, pełniąc w niej funkcję pierwszego bramkarza. W 1991 trafił do łódzkiego Widzewa, w którym występował przez dwa i pół roku.
W rundzie wiosennej sezonu 1993/1994 bronił barw trzecioligowego Pelikana Łowicz, natomiast od 1994 roku ponownie występował w najwyższej klasie rozgrywkowej – był kolejno graczem Olimpii Poznań, Lechii/Olimpii Gdańsk i Polonii Warszawa, w której zakończył piłkarską karierę. W I lidze rozegrał łącznie 327 meczów, a ostatnie spotkanie zaliczył 9 czerwca 1998 roku, grając w wygranym 4:0 pojedynku z Dyskobolią Grodzisk Wlkp..

## Kariera trenerska
Po zakończeniu kariery piłkarskiej Wojdyga rozpoczął pracę jako trener. 10 kwietnia 2001 roku został szkoleniowcem Ceramiki Opoczno, z którą pracował do czerwca 2002, natomiast w latach 2002–2003 trenował Tłoki Gorzyce. Oba kluby prowadził w 78 meczach II ligi. Następnie był wymieniany w gronie kandydatów do objęcia Arki Gdynia, ale ostatecznie został trenerem bramkarzy w Polonii Warszawa. Funkcję tę sprawował do 31 grudnia 2004 roku, kiedy to wygasł jego kontrakt i nie został przedłużony.
W styczniu 2005 roku Wojdyga został trenerem bramkarzy w Koronie Kielce. W marcu 2006 został oskarżony przez szkoleniowca Legii Warszawa, Dariusza Wdowczyka, że w trakcie meczu pucharu Polski dopuścił się rasistowskich zachowań względem Dicksona Choto. Wojdyga zaprzeczył tym informacjom, a jego wersję wydarzeń potwierdzili zawodnicy siedzący na ławce rezerwowych; rasistowskiego zachowania nie dostrzegł też delegat PZPN.
Następnie Wojdyga był trenerem bramkarzy w Górniku Zabrze, a od czerwca do listopada 2009 roku pracował na tym stanowisku w Odrze Wodzisław Śl., gdzie zastąpił Pawła Primela. W lipcu 2015 roku związał się z Polonią Warszawa. Po roku pracy z bramkarzami "Czarnych Koszul" awansował wraz z klubem do II ligi.